# Jacques Sausin
Pour les articles homonymes, voir Sausin.
Jacques Sausin, né à Ixelles le 26 mai 1932 et mort à Bruxelles en mai 2010, est un danseur, chorégraphe et professeur de danse belge.

## Biographie
Élève de Sonia Mertens, Jacques Sausin entre dans la troupe de ballet du Théâtre de la Monnaie à l’âge de 17 ans, en aout 1949 et y reste, le temps du service militaire excepté, jusqu’à la création du Ballet du XXe siècle.
Nommé soliste lors de la saison 1953-1954, il obtient un rôle de premier plan en 1955 dans La Danse, essai chorégraphique de Jean-Jacques Etchevery. En 1959, il réalise sa première chorégraphie Suite de valses sur une musique de Richard Strauss sur la scène de la Monnaie.
Robert dans Les Quatre Fils Aymon est son premier grand rôle de soliste au Ballet du XXe siècle qu’il quitte jusqu’en 1968 pour travailler au Théâtre royal de Mons et, comme premier danseur, au Ballet du Hainaut, créé par Hanna Voos.
En 1969, il devient le 3e professeur de l’école de danse du théâtre, aux côtés de Dolorès Laga et Nicole Karys. Il enseigne ensuite à Mudra tout en donnant cours dans sa propre école, La Leçon, rue des Grands Carmes.